# أسبغورن إيدي
أسبغورن إيدي (بالنرويجية البوكمول: Asbjørn Eide)‏ هو محامي نرويجي، ولد في 11 فبراير 1933 في Eksingedalen ‏ في النرويج.